# Glótovka
Glótovka (en rus: Глотовка) és un poble (un possiólok) de l'óblast d'Uliànovsk, a Rússia, que el 2017 tenia 2.033 habitants. Pertany al districte d'Inza.